# Communes de la wilaya de Sétif
Pour les autres communes, voir Liste des communes d'Algérie.
Liste des communes de la Wilaya algérienne de Sétif par ordre alphabétique :
1. Aïn Abessa
2. Aïn Arnat
3. Aïn Azel
4. Aïn El Kebira
5. Aïn Lahdjar
6. Aïn Legradj
7. Aïn Oulmene
8. Aïn Roua
9. Aïn Sebt
10. Aït Naoual Mezada
11. Aït Tizi
12. Beni Ouartilene
13. Amoucha
14. Babor
15. Bazer Sakhra
16. Beidha Bordj
17. Belaa
18. Beni Aziz
19. Beni Chebana
20. Beni Fouda
21. Beni Hocine
22. Beni Mouhli
23. Bir El Arch
24. Bir Haddada
25. Bouandas
26. Bougaa
27. Bousselam
28. Boutaleb
29. Dehamcha
30. Djemila
31. Draa Kebila
32. El Eulma, site archéologique de Tarlist
33. El Ouldja
34. El Ouricia
35. Guellal
36. Guelta Zerka, sites archéologiques de Aïn El Ahnech et Aïn Boucherit
37. Guenzet
38. Guidjel
39. Hamma
40. Hammam Guergour
41. Hammam Soukhna
42. Harbil
43. Ksar El Abtal
44. Maaouia
45. Maoklane
46. Mezloug
47. Oued El Barad
48. Ouled Addouane
49. Ouled Sabor
50. Ouled Si Ahmed
51. Ouled Tebben
52. Rasfa
53. Salah Bey
54. Serdj El Ghoul
55. Sétif
56. Tachouda
57. Talaifacene
58. Taya
59. Tella
60. Tizi N'Bechar